# Bordás József (dobművész)
Bordás József (Miskolc, 1977. [[március 23.]  –) Magyar Arany Érdemkereszttel kitüntetett dob-művész, Artisjus Zenetanári díjas zenepedagógus, zeneszerző, a Magyar Jazz Szövetség alelnöke (2019-2021). A Nemzetközi Dob Mánia Tábor megalapítója és a Rajkó-Talentum Konzervatórium dob tanszakának vezetője. A Házhoz megy a Zenede Oktatási Centrum ügyvezetője, művészeti vezetője.

## Életpályája
2003-ban szerzett dob-művész, zenetanári végzettséget a Kőbányai Zenei Stúdióban, Jávori Vilmos növendékeként. Aktív zenészként számos produkció részese. 2013 óta a klasszikus nagyzenekari hangszerelés motiválja új kortárs produkciók és művek megalkotására. 2003 és 2005 között a Budapesti Kodály Zoltán Általános Iskola és Gimnázium zeneiskolájának jazz-dob tanszakának megalapító tanára volt. 2005-ben hozta létre saját magán dobiskoláját, a Bordás Dobiskolát, amelynek filozófiája: „nem dobosokat, hanem zenészeket képzünk”. 2006 óta a Dobos Magazin nevű szakmai folyóirat szakírója, 24 publikáció, 3 tanulmány írója. Művészeti intézmények felkérésére szakmai előadásokat, workshopokat, közös koncerteket tart hazánkban és a határon túli magyarlakta településeken.
Balogh Roland Príma-díjas művész a 2009. évi montreux-i jazzgitár verseny győztesének zenekarában, a Finucci Bros Quartetben alapító tag. Számos lemezen, DVD-n működik közre, a Ritmusdepó ütőhangszeres website hivatalos online tanára 2010-2020-ig.
A német Artbeat dobverő-gyártó cég 2011-ben egyedileg kifejlesztett, szignaturált dobverő modellt készített a zenésznek, ami 14 országban kapható. A török Agean cintányérok, az amerikai Microsonic egyéni fülmonitorok nemzetközi endorsere.
2010-ben megalapította a  DobMánia Tábort, melyek azóta művészeti vezetője. 
2013-2021 között Magyar Jazz Szövetség elnökségi tagja, majd alelnöke.
2013 óta a "Házhoz megy a Zenede" országjáró zenetörténeti előadássorozat művészeti vezetője volt. 2022-ig az előadássorozatot több mint 90.000 gyermek látta.    
2014- 2015-ben Visegrád Hangjai címmel, 35 ütőhangszerre írt négy tételes nagyzenekari művet alkotott. 2014 óta a Rajkó-Tálentum Tánc és Zene-művészeti Konzervatórium Dob-tanszakának vezetője. 
2017-ben Finucci Bros Quartet lemezszerződést kötött a New York-i Indaba Music kiadóval.    
2017-ben Arany-200 címen nagyzenekari művet alkotott, ami CD-n is megjelent;
2018-ban az Arany-200-zal országos turnét tartott.
2019-ben a Magyar Jazz Szövetség alelnökének választják. 2021-ben Magyar Arany Érdekereszt állami kitüntetéssel jutalmazza Dr. Áder János köztársasági elnök a művészt. 2021-ben megalapítja a Házhoz megy a Zenede Oktatási Centrumot. 2022-ben a Házhoz megy a Zenede könnyűzenei oktatási program, egy 110 előadásból álló turnét valósít meg több ezer iskolás gyermek részvételével.   

## Díjai, elismerései
- Artisjus Zenetanári Díj (2018)
- A Magyar Jazz Szövetség alelnöke (2019-2021)
- Magyar Arany Érdemkereszt (2021)